# Corps des sapeurs-forestiers
Cet article possède un paronyme, voir Forestier-sapeur.

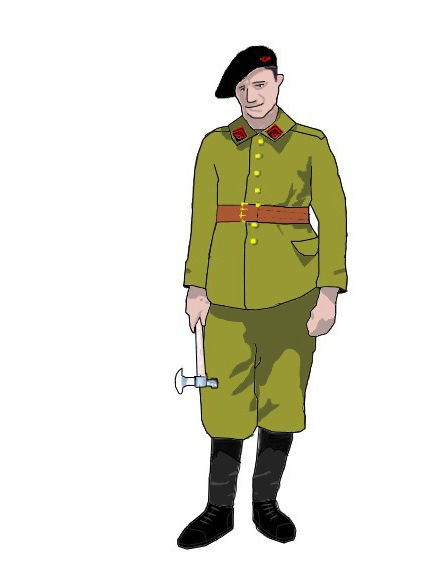
Sapeur-forestier en uniforme du génie en 1939.

Les sapeurs-forestiers ont existé entre 1927 et 1945. Ils remplacèrent les chasseurs forestiers dont le corps a été supprimé en 1924.
Entre les deux guerres mondiales, le commandement militaire, soucieux d'assurer les grands besoins en bois de l'armée en campagne, organisa dès le temps de paix des unités de sapeurs forestiers uniquement encadrées par du personnel de réserve.
L'organisation de ce nouveau corps spécial est fixé par décret. L'article 2 de ce décret prescrit que : « Ce Corps Spécial est rattaché à l'Arme du Génie ».
La mobilisation du personnel de l'Administration des Eaux et Forêts était assurée dans des unités de réserve du Génie militaire. Contrairement à leurs prédécesseurs, la doctrine leur fait abandonner l'activité militaire pour se consacrer uniquement à la production de bois dans le cadre de leur nouvelle appartenance à l'Arme du Génie.
Les Gardes Généraux (officiers) sortant de l'École nationale des eaux et forêts étaient en général officiers de réserve du Génie et ils accomplissaient souvent leurs périodes d'activité dans la tenue de l'Administration des Eaux et Forêts.

## Missions et organisation
À la veille de la 2e guerre mondiale, dans le cadre de la mobilisation nationale, la durée du service national est passée de un à deux ans. À la suite de ces deux ans de période d'armée active, les appelés connaissent une durée totale des obligations militaires qui est la somme des périodes de service actif (deux ans), de disponibilité (trois ans), de 1re réserve (16 ans) et de 2e réserve (8 ans), soit 29 ans au total.
Les affectations de mobilisation que le personnel de l'Administration des Eaux et Forêts est susceptible de recevoir suivant la classe de mobilisation à laquelle il appartient sont fixées par décret et résumée dans le tableau suivant :
| Situation     | Classes               | Affectation                                                      | Grades                      |
| ------------- | --------------------- | ---------------------------------------------------------------- | --------------------------- |
| Disponibilité |                       | Formation ordinaire du Génie                                     | Grade de réservistes        |
| 1re réserve   | 7 plus jeunes classes | Formation ordinaire du Génie                                     | Grade de réservistes        |
| 1re réserve   | Autres classes        | Corps spécial des sapeurs forestiers (compagnie, groupe, centre) | Grade d'assimilation        |
| 2e réserve    | Plus jeunes classes   | Corps spécial des sapeurs forestiers (compagnie, groupe, centre) | Grade d'assimilation        |
| 2e réserve    | Autres classes        | Affectation spéciale (affectation en service administratif)      | Pas de grade d'assimilation |
| 2e réserve    | Personnel non affecté | Sans affectation                                                 | Grade de réservistes        |

Il faut savoir que :
- les officiers, appartenant à des classes plus anciennes que celles de la 2e réserve, peuvent être appelés dans une formation ordinaire, dans le corps des sapeurs-forestiers ou dans une affectation spéciale,
- les officiers, même dégagés d'obligations militaires, sont à la disposition de l'Administration des Eaux et Forêts,
- les préposés en retraite peuvent remplacer du personnel mobilisé.

Le corps spécial des sapeurs-forestiers, rattaché à l'arme du Génie est donc constitué avec du personnel des réserves classé dans l'affectation spéciale appartenant aux catégories suivantes :
- officiers de réserve du Génie appartenant à l'Administration des Eaux et Forêts,
- officiers de réserve de toutes armes spécialistes des questions forestières ou du commerce des bois,
- sous-officiers et hommes de troupe de réserve du Génie appartenant à l'Administration des Eaux et Forêts,
- sous-officiers et hommes de troupe des réserves de toutes armes spécialisés en matière forestière (bûcheron, scieurs, charbonniers, charretiers de trinqueballes, manutentionnaires de scieries, gardes particuliers...).

Les grades d'assimilation spéciale sont conférés aux personnels de l'Administration des Eaux et Forêts conformément au tableau suivant :
| Grades de l'Administration des Eaux et Forêts | Correspondances de grades        | Fonctions                                              |
| --------------------------------------------- | -------------------------------- | ------------------------------------------------------ |
| Directeur général des Eaux et Forêts          | Général de brigade               | Chef du service des bois de guerre                     |
| Inspecteur général des Eaux et Forêts         | Général de brigade               |                                                        |
| Conservateur des Eaux et Forêts               | Colonel                          | Chef de centre militaire des bois de guerre            |
| Inspecteur principal des Eaux et Forêts       | Lieutenant-Colonel               | Adjoint au chef de centre militaire des bois de guerre |
| Inspecteur des Eaux et Forêts                 | Chef de bataillon                |                                                        |
| Inspecteur adjoint des Eaux et Forêts         | Capitaine                        |                                                        |
| Garde général des Eaux et Forêts              | Lieutenant                       |                                                        |
| Commis ou brigadier des Eaux et Forêts        | Sous-officier ou Sous-Lieutenant | Sous-Lieutenant si nécessité d'encadrement             |
| Garde des Eaux et Forêts de 1re et 2e classe  | Caporal                          |                                                        |
| Garde des Eaux et Forêts des autres classes   | Sapeur de 1re classe             |                                                        |

Il existe deux sortes de mobilisation pour les forestiers :
- Soit au titre « des armées » sur une ligne de front :
  - dans le service forestier d’un corps d’armée (SFCA). Au quartier général de l’armée, un service forestier dépendant, par l’intermédiaire de la direction des services du Génie, du commandant du Génie de l’armée. À la direction des étapes de l’armée, le service forestier dépend de la direction du Génie des étapes. Les moyens d’exécution lui sont fournis par le commandement.
  - dans une des compagnies de sapeurs-forestiers (CSF) groupées en un commandement des unités de sapeurs-forestiers.
- Soit au titre « du territoire », dans le cadre de la mobilisation économique et industrielle :
  - dans un groupe forestier (GF), mis à la disposition du département de l’Agriculture (direction générale des Eaux et Forêts chargée d’assurer la fourniture des bois) pour être employé à l’exploitation des forêts.
  - dans un centre militaire des bois de guerre (CMBG) attaché à une conservation des Eaux et Forêts.

Pour mieux répondre aux besoins, deux types d’unités sont créés, avec des fonctionnements totalement différents :
- Les unités de production dans la zone de l’avant, incorporées aux autres unités du front. Leur installation présente moins de sécurité et moins de stabilité que dans la zone de l’arrière. Elles répondent à d’autres besoins militaires qu’elles doivent pouvoir satisfaire rapidement. L’organisation du service forestier dans les zones de l’avant doit, en conséquence, s’efforcer de décentraliser le système d’exploitation par l’ouverture de chantiers multiples. L’organisation du travail est dominée par les considérations suivantes :
  - être à l’abri des vues de l’ennemi,
  - concentrer les exploitations le plus près possible des cantonnements de troupes au repos qui, en principe fourniront la main-d’œuvre nécessaire,
  - organiser les chantiers de manière à répondre rapidement aux demandes urgentes de produits déterminés (rondins, piquets de réseau, bois de chauffage, etc.),
  - éviter, dans l’éventualité de replis brusques, la constitution d’organisations trop industrialisées.
- Les unités de production de l’arrière, éloignées du front, comportent une certaine stabilité des services. Ceux-ci doivent s’efforcer de se rapprocher des méthodes d’organisation industrielle en s’inspirant des principes suivants :
  - recherche d’un centre d’exploitation présentant des ressources forestières importantes et bien desservi au point de vue des communications de manière à concentrer le plus possible les ressources en personnel et matériel.
  - équipement du massif en voies de vidange intérieure : amélioration des chemins existants, installation de voies Decauville, etc.
  - organisation éventuelle d’ateliers permettant la fourniture de produits finis ou semi-finis.

Dès lors, les Centres de Mobilisation du Génie (CMG) se chargent de l'organisation du corps spécial des sapeurs-forestiers en mettant en place les unités selon le tableau suivant :
| Centre de Mobilisation du Génie | Compagnies      | Groupes        | Centres               |
| ------------------------------- | --------------- | -------------- | --------------------- |
| CMG 1 (Épinal)                  | 9e & 10e CSF    | GF 17          | CMBG 3, 4, 9, 31 & 34 |
| CMG 2                           | 2e CSF          |                | CMBG 16 & 35          |
| CMG 3 (Arras)                   | 1re CSF         | GF 4           | CMBG 6 & 7            |
| CMG 4 (Grenoble)                |                 | GF 5, 9 & 10   | CMBG 5, 10 & 17       |
| CMG 6 (Angers)                  |                 | GF 7, 8 & 14   | CMBG 19, 20 & 24      |
| CMG 7 (Avignon)                 | 5e, 6e & 7e CSF |                | CMBG 11, 23, 26 & 27  |
| CMG 9                           |                 | GF 15          | CMBG 18, 22, 29 & 29a |
| CMG 10                          | 3e & 4e CSF     | GF 6           | CMBG 12, 13, 32 & 33  |
| CMG 11 (Versailles)             |                 | GF 1 & 2       | CMBG 1, 2, 8 & 15     |
| CMG 28                          | 8e CSF          | GF 11, 12 & 13 | CMBG 21, 25 & 37      |
| CMAC 75 (Corse)                 |                 |                | CMBG 30               |

### Les compagnies de sapeurs-forestiers
La compagnie combine des moyens humains et matériels. Elle se compose de 277 personnels :
- 4 officiers : 2 capitaines, un commandant de compagnie et son adjoint ;
- 3 lieutenants pour 4 sections de travail ;
- 23 sous-officiers : 1 adjudant, commandant de parc, sergent-chef, sergents, des caporaux ;
- 249 hommes de troupe :
  - des services généraux : comptables, cuisiniers, maréchaux-ferrants, bourreliers, infirmiers,
  - du train régimentaire : conducteurs, chauffeurs, vaguemestre, sergent d’approvisionnement,
  - du parc de la compagnie : mécaniciens, scieurs, électriciens, affûteurs.

Il est créé dix compagnies de sapeurs-forestiers, dites « aux armées », attachées chacune à un corps d’armée. Composées du personnel le plus jeune de la 1re réserve, leur mobilité permettait de fournir le bois dont l’armée avait besoin ponctuellement, au jour le jour, pour le chauffage ou la construction d’un pont, d’une route ou d’un abri.
En 1939, une note précise la répartition des 10 premières unités - les autres n'étant pas encore formées à cette date - entre le Grand Quartier Général et les Armées, « rendue nécessaire par l'obligation qu'il y a de pouvoir à la fois à l'exploitation méthodique des ressources ligneuses et aux besoins éventuels en renforcements ». À cette date, cette répartition est la suivante :
| Numéro de compagnie | Affectation                          |
| ------------------- | ------------------------------------ |
| 1                   | Ire Armée                            |
| 2                   | IIIe Armée                           |
| 3                   | VIIIe Armée                          |
| 4                   | En réserve du Grand Quartier Général |
| 5                   | IIe Armée                            |
| 6                   | En réserve du Grand Quartier Général |
| 7                   | VIe Armée                            |
| 8                   | En réserve du Grand Quartier Général |
| 9                   | IVe Armée                            |
| 10                  | Ve Armée                             |

De plus, on forma en Afrique du Nord les compagnies No 1 à 3, au Maroc des formations de sapeurs-forestiers rattachées au 31e bataillon du Génie et simultanément en métropole 13 compagnie auxiliaires d'exploitation forestières formées par la mutation en bloc dans l'arme du Génie de 11 compagnies de pionniers (donc d'infanterie) affectées à des travaux forestiers à partir du 1er mars 1940. Ces dernières, numérotées de 1 à 5 et de 8 à 13 ne firent pas partie du corps spécial des sapeurs-forestiers.
Pour éviter toute confusion, ces unités reçurent à compter du 1er mars 1940 les indicatifs :
- 398/le N° des compagnies auxiliaires d'exploitation forestières,
- 399/le N° des compagnies de sapeurs-forestiers,
- 429/le N° des compagnies de sapeurs-forestiers formées en Afrique du Nord.

Un rapport présente le mode de recrutement et la situation des effectifs à la date du 10 octobre 1939 :
- les sapeurs-forestiers sont en totalité de réserve,
- le commandement des unités de sapeurs forestiers est assuré par un Conservateur des Eaux et Forêts (assimilé officier supérieur de réserve du Génie avec le grade de Colonel),
- les officiers viennent pour la plupart du cadre des Inspecteurs Adjoints des Eaux et Forêts (capitaines) et des Gardes Généraux des Eaux et Forêts (lieutenants) ; leur effectif, non précisé, est approximativement complet,
- les sous-officiers proviennent du cadre des Brigadiers et Gardes des Eaux et Forêts, mais aussi des professionnels relevants de l'industrie du bois ; leur effectif, 23 par compagnie, est en général complet,
- l'effectif théorique de 25 caporaux ou caporaux-chefs par unité est rarement atteint ; il est de 21 pour les 5 premières unités, de 14 à 20 pour les autres,
- les sapeurs sont plus particulièrement originaires des régions de l'Est. Leur effectif théorique de 272 par compagnie n'est atteint que par les 1re et 4e Compagnies et se réduit à 230 ou 250 pour les autres et même 205 à la 6e Compagnie.

### Les groupes forestiers

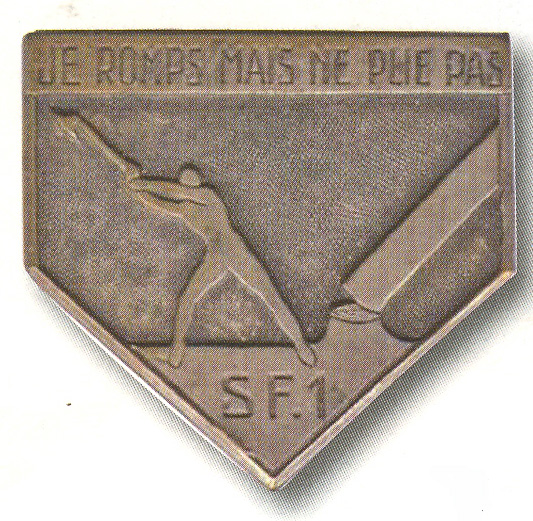
Insigne du groupe forestier No 1, Charleval.

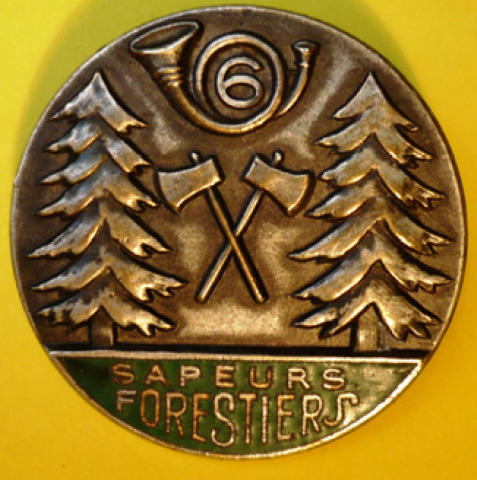
Insigne du groupe forestier No 6, Andelot-en-Montagne.

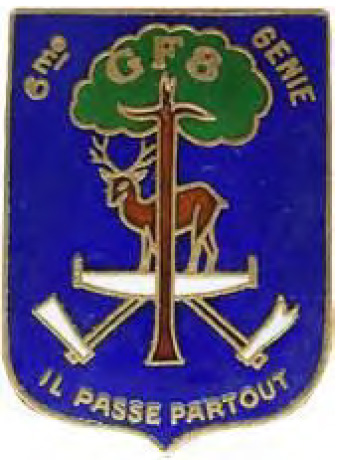
Insigne du groupe forestier No 8, Tronçais.

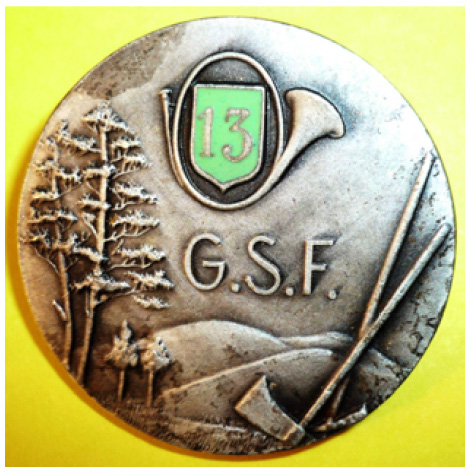
Insigne du groupe forestier No 13, Mende.

En 1925 apparaissent les premiers groupes forestiers à l’initiative du Génie militaire.
Le recrutement des groupes forestiers est le suivant : les officiers sont nommés par le ministère de la Guerre (Chef d'état-major du corps d'armée), sur proposition du ministre de l’Agriculture. Le conservateur des Eaux et Forêts propose et désigne le personnel susceptible de constituer les cadres subalternes. Le centre de mobilisation du Génie nomme aussi des professionnels du bois. Un texte précise que les uniformes devront être fournis par l’Administration des Eaux et Forêts.
Il est décidé de créer 17 groupes forestiers répartis sur l’ensemble du territoire :
| N° de groupe forestier | Localité                                                                                            | Affectation     |
| ---------------------- | --------------------------------------------------------------------------------------------------- | --------------- |
| 1                      | Charleval (Eure)                                                                                    | Région de Paris |
| 2                      | Thomery, puis Bourron-Marlotte (Seine-et-Marne)                                                     | Région de Paris |
| 3                      | Saint-Rémy-du-Plain, puis La Fresnaye-sur-Chédouet (Sarthe)                                         | Région de Paris |
| 4                      | Rethondes (Oise)                                                                                    | 1re région      |
| 5                      | Leuglay-Voulaines (Côte d’Or)                                                                       | 8e région       |
| 6                      | Andelot-en-Montagne (Jura)                                                                          | 7e région       |
| 7                      | Mont-près-Chambord (Loir-et-Cher)                                                                   | 9e région       |
| 8                      | Saint-Bonnet-Tronçais (Allier)                                                                      | 9e région       |
| 9                      | La Pageonnière-en-Saint-Isnier (CMG Grenoble, Isère), puis La Ferté-Saint-Ambreuil (Saône-et-Loire) | 14e région      |
| 10                     | Sennecey-le-Grand (Saône-et-Loire)                                                                  | 14e région      |
| 11                     | Ambert (Puy-de-Dôme)                                                                                | 16e région      |
| 12                     | Quillan (Aude)                                                                                      | 16e région      |
| 13                     | Mende (Lozère)                                                                                      | 16e région      |
| 14                     | Blain, puis Plesse (Loire-Inférieure)                                                               | 16e région      |
| 15                     | Lacanau-Ville (Gironde)                                                                             | 16e région      |
| 16                     | Mimizan-Plage (Landes)                                                                              | 18e région      |
| 17                     | Andelot (Haute-Marne)                                                                               | 18e région      |

Les conservateurs des Eaux et Forêts (grade de Colonel) pilotent les groupes forestiers. Pour faciliter l'exploitation forestière, les groupes forestiers se situent à proximité d'une grande forêt domaniale.
Par exemple, le groupe forestier no 10, implanté en Saône-et-Loire à La Ferté Saint-Ambreuil, voit ses officiers logés au château Thénard, tandis que les sapeurs logent dans les dépendances du Prieuré de l'abbaye de La Ferté, à quelques centaines de mètres de la forêt domaniale de Sennecey-le-Grand.

### Les centres forestiers

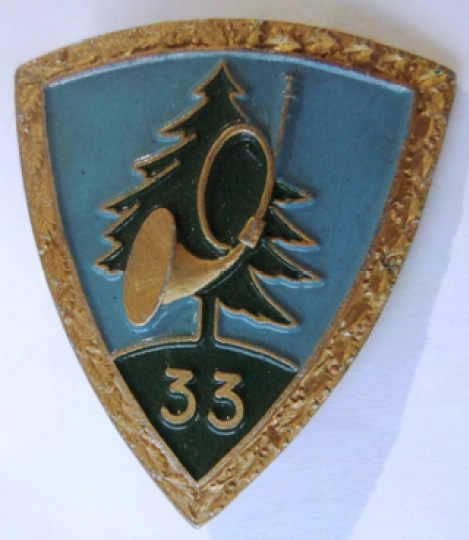
Insigne du centre militaire des bois de guerre No 33 (Conservation des Eaux et Forêts No 33 de Strasbourg).

Il est décidé la création de 37 centres forestiers sur le territoire. Ces centres militaires des bois de guerre sont numérotés de 1 à 27, 29, 29a, 29b, 30 à 35 et 37). 5 sont de type renforcé, 18 de type normal et 14 de type réduit.
C’est le général de brigade (inspecteur général des Eaux et Forêts) Oudin, replié aux Barres, qui pilote l’ensemble des
centres forestiers. C’est un colonel (conservateur des Eaux et Forêts) qui dirige chaque centre des bois de guerre. Un chef de bataillon (inspecteur des Eaux et Forêts) dirige chaque circonscription forestière.
En 1943, les troupes de Tunisie eurent une direction des services comportant un service des bois de guerre, et en 1945, on reconstitua des services des bois de guerre des Landes et des Vosges.
Ce système est donc calqué sur l'Administration des Eaux et Forêts dont il reprend les missions et est encadré par les cadres forestiers habituels. Seule différence notable en cas de mobilisation, le centre forestier passe sous l'administration d'une compagnie d'éléments fixes du régiment local du Génie.
À partir de ce moment, son organisation comprend :
- un service central à trois bureaux:
  - 1er bureau : service des Eaux et Forêts et personnel, qui a les attributions de la conservation des Eaux et Forêts en temps de paix ;
  - 2e bureau : service technique (passation des marchés, études de commandes, satisfaction des besoins en matériel et en matières premières comme l'essence, contrôle et réception des commandes, organisation et surveillance des transports ;
  - 3e bureau : service de la comptabilité militaire, matériel et argent, matières premières, il exécute financièrement les marchés, fait les traitements et indemnités du personnel du corps spécial des sapeurs-forestiers.
- des circonscriptions forestières qui correspondent plus ou moins aux anciennes inspections des Eaux et Forêts.

## La tenue

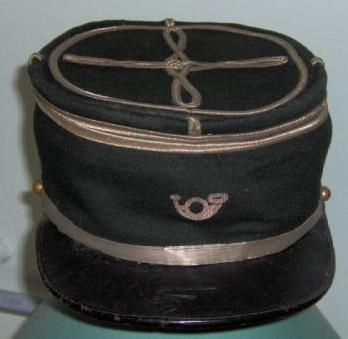
Képi de garde général vers 1939, mobilisé en tant que lieutenant des sapeurs-forestiers.

Dès 1925, des modifications sont apportées aux tenues des officiers forestiers :
- Tenue de service (susceptible d'être utilisée éventuellement comme tenue de campagne) :
  - vareuse en drap vert foncé (col Saxe, écusson de col en drap vert foncé avec cors de chasse brodés en cannetille d'argent mat, boutons en maillechort argenté de forme demi-sphérique 20 mm, petits galons de 8 mm de largeur et 40 mm de longueur en argent fin placés horizontalement les uns au-dessus des autres sur le milieu du côté extérieur de la manche, le premier à 3 mm au-dessus du parement, avec espace normal de 3 mm et exceptionnellement de 6 mm entre le 3e et le 4e galons - pour les conservateurs, le 2e et 4e galons sont en or) ;
  - pantalon en drap gris bleuté (garni de chaque côté sur la couture latérale externe, d'une bande en drap vert foncé de 50 mm de largeur apparente) ;
  - culotte en drap gris bleuté (avec passepoil vert foncé) ;
  - capote et manteau en drap vert foncé (avec martingale amovible, col plat chevalière fermé, écussons forestiers au col et petits galons en argent fin sur les manches) ;
  - képi (entièrement en drap vert foncé avec cor de chasse brodé en cannetille d'argent mat, insigne de grade et fausse jugulaire en argent) ;
  - ceinturon baudrier (en cuir fauve foncé) ;
  - sabre (du modèle de l'infanterie avec dragonne en cuir fauve) ;
  - gants (en peau fauve foncé) ;
  - brodequin (en box-calf fauve foncé) ;
  - jambières (en cuir fauve foncé à fermeture extérieure avec tenon métallique à la base et boucle à la partie supérieure) ou bandes molletières (bleu ou kaki foncé en tournée de service) ;
  - rubans de décoration (portés en barrettes, sans insignes).
- Tenue de ville :
  - vareuse en drap vert foncé (identique, mais avec collet droit, écusson rectangulaire de 65 mm à cor de chasse brodé en cannetile d'argent mat, galons semi-circulaires et brides d'épaulettes).
  - pantalon (identique) ;
  - manteau (identique) ;
  - képi (identique) ;
  - ceinturon (en laine mohair ou en soie vert foncé avec médaillons en métal argenté au mat, brunis et ornementés en relief d'un attribut spécial - cor de chasse et feuillage - pris dans la masse et joints par un crochet en forme de corde nattée) ;
  - gants (en cuir fauve foncé) ;
  - bottines (en cuir noir uni, verni ou ciré) ;
  - décorations (normalement : barrettes ; éventuellement : insignes).
- Grande tenue :
  - vareuse ou tunique semi-longue (en drap vert foncé avec brides d'épaules brodées pour les inspecteurs et conservateurs, en métal uni pour les autres officiers) ;
  - sabre avec dragonne d'or ;
  - insignes de décorations ;
  - gants (blancs en peau).

En 1939, les sapeurs-forestiers en temps de guerre sont des sapeurs du Génie à part entière, mais seules les compagnies de l’avant, au contact des militaires des autres armes portent l’uniforme du Génie. Par exemple, c’est le 1er Dépôt de Guerre du Génie (ex-Régiment du Génie de Strasbourg du temps de paix) qui habille les sapeurs-forestiers de la 10e compagnie.
Ceux-ci portaient donc depuis 1935 un uniforme de couleur kaki avec :
- chemise kaki ;
- cravate régate kaki foncé ;
- vareuse kaki à col demi-Saxe, fermant par 7 boutons mats ou vareuse de sortie à col semi-ouvert à petits revers fermant par 5 boutons et portée avec un ceinturon-baudrier laissant une jupe de 400 mm à partir du dessous de la base du baudrier ;
- manteau kaki à col demi-Saxe ou capote kaki à revers ouverts ;
- pantalon kaki ou culotte en drap kaki clair ;
- casque d'acier peint en kaki avec attribut du casque portant cuirasse antique, lettres RF et casque antique de couleur kaki (arme du Génie) ;
- écusson[14] des sapeurs-forestiers de couleur noire, à deux soutaches d'ornement écarlate comportant le numéro de l'unité et un cor de chasse écarlate sous le numéro de même couleur. Pour les officiers et sous-officiers, le cor de chasse était de couleur or. Ces écussons figuraient au revers de la vareuse ainsi qu'à ceux de la capotte ou du manteau ;
- bottines en cuir noir uni ou brodequins portés avec bandes moletières kaki.

Les grades d'assimilation spéciale des sous-officiers et hommes de troupe du corps des sapeurs-forestier sont conférés aux brigadiers et gardes de l'Administration des Eaux et Forêts conformément au tableau suivant :
| Grades de l'Administration des Eaux et forêts | Correspondances de grades | Galons de manche |
| --------------------------------------------- | ------------------------- | ---------------- |
| Commis principal                              | Sergent-major             |                  |
| Brigadier                                     | Sergent                   |                  |
| Garde de 1re et 2e classe                     | Caporal-fourrier          |                  |
| Garde de 1re et 2e classe                     | Caporal                   |                  |
| Gardes des autres classes                     | Sapeur de 1re classe      |                  |

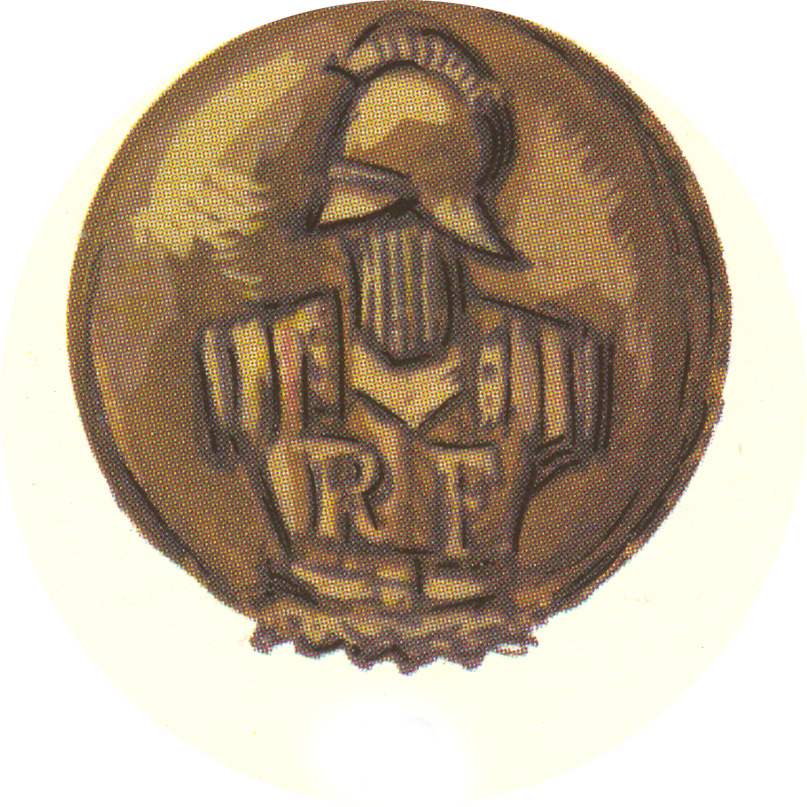
Insigne de casque des sapeurs-forestiers, 1939.

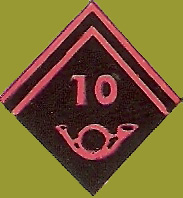
Insigne de col des sapeurs-forestiers, 1939.

Les sapeurs-forestiers ne faisant pas partie des compagnies de l'avant dites « aux armées » portent la traditionnelle tenue des Eaux et Forêts (vareuse vert finance, pantalon gris de fer bleuté à passepoil jonquille) ainsi que le képi vert finance à cor de chasse avec trompe orientée vers la gauche du porteur, contrairement aux chasseurs forestiers.

## L'armement
L’armement est réduit : un mousqueton 8 mm par section, fusil utilisé pendant la guerre 1914-18.
On trouve même des fusils Gras des années 1870, dans l’inventaire de la 10e compagnie.
L’armement provenait certainement de l’Administration des Eaux et Forêt.

## La Seconde Guerre mondiale (1939-1945)

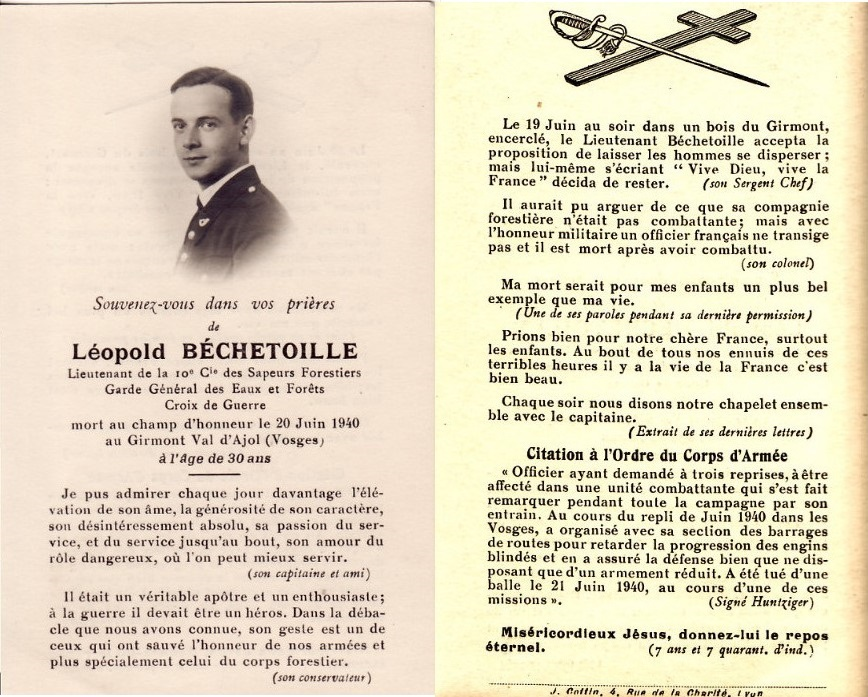
Avis nécrologique du Lieutenant L. Béchetoille (recto & verso).

Le 21 juin 1940 Léopold Béchetoille, garde général à Guebwiller, lieutenant à la 10e compagnie de sapeurs-forestiers est tué dans les Vosges, à Girmont Val-d’Ajol. Sa citation à l’ordre de l’armée relate le contexte de sa mort : « Officier ayant demandé à trois reprises, à être affecté dans une unité combattante, qui s’est fait remarquer pendant toute la campagne de France par son entrain. Au cours du repli de juin 1940 dans les Vosges, a organisé avec sa section des barrages de routes pour retarder la progression des engins blindés et en a assuré la défense bien que ne disposant que d’un armement réduit. A été tué d’une balle le 21 juin 1940, au cours d’une de ces missions. » (signé Huntziger).
En réalité, la 10e compagnie a fourni depuis septembre 1939, le bois nécessaire aux différents régiments de la ligne de front. Au mois de juin 1940, la compagnie a réalisé des barrages sur les routes en abattant des arbres: « En juin 1940, ils sont ici au Girmont. Ce sont des ingénieurs, des sapeurs, des bûcherons... Ils attendent des renforts : une unité de chasseurs alpins qui n'arrivera jamais... Ils sont très mal armés, mais décidés à freiner l'avance des blindés allemands. Le 19 juin après-midi, les trois sections de la 10e compagnie sont en position dans un bois près du Girmont. Les forestiers scient des sapins, coupent des branches, qui obstruent la route. Ils repoussent une première attaque de chars, une 2e plus tardive est repoussée, elle aussi. Mais rapidement le bois est encerclé par des fantassins allemands fortement armés, ne laissant aucune chance à la 10e compagnie. Sachant la situation désespérée, Léopold Bechetoille proposé à ses hommes de se disperser, ce qui fut fait. Lui-même, aux cris de "Vive Dieu, Vive la Patrie" décida de rester avec le sapeur François Perrin. »
À la veille de l’armistice, le vendredi 21 juin, alors que la compagnie a été dispersée, le lieutenant retourne sur un barrage avec quelques hommes et, utilisant le mousqueton du sapeur Perrin, tue le conducteur du side-car d’avant-garde avant que le passager ne tue le lieutenant Béchetoile et le sapeur Perrin. Les deux hommes seront enterrés dans le cimetière du village après une cérémonie à l’église le dimanche après-midi. Des sapeurs de la compagnie qui se sont cachés dans des fermes, y assistent en civil pour ne pas se faire reconnaître. Les autorités militaires donneront à la famille de Léopold Béchetoille, son porte-carte contenant ses papiers personnels, des affaires personnelles, des clous pour ferrer les chevaux.
Une rapide enquête a permis de s’assurer que la compagnie comportait 95 % d’agriculteurs et ouvriers d’usine et de retrouver chez les descendants quelques photos de sapeurs. On ne connaît que par des rapports particuliers, le sort des autres compagnies dans la tourmente de mai-juin 1940. Une partie de la 4e a pu arriver en zone libre, la 5e rentre en presque totalité, une partie de la 6e fut internée en Suisse et l’autre faite prisonnière comme les 1re, 2e, 9e et la 10e. La 7e fut dissoute le 5 juillet 1940, la 8e disparut en partie le 17 mai 1940.
Au terme de cette recherche, il est possible de lister les pertes enregistrées chez les officiers forestiers dont les noms figurent sur le monument aux morts de l'École nationale des eaux et forêts :
- Béchetoille, tué le 21 juin 1940 de la 10e compagnie de sapeurs-forestiers,
- Comte, décédé le 11 février 1940 de la section des sapeurs-télégraphistes,
- Leclère, tué le 19 juin 1940 à Jarménil du 7e bataillon du Génie,
- Lecointe, mort le 20 mai 1940 à Béthune, chef de bataillon au service forestier de la Xe armée,
- Lenoir, tué le 20 mai 1940,
- Heitz, tué le 9 novembre 1940 à Libreville.

Ainsi, même si les pertes humaines ont été plus limitées qu’en 1914-1918, le bilan pour l’administration forestière française apparaît lourd au tournant de l’été 1940 : avec 72 cadres tués ou prisonniers, plus du dixième des effectifs manque à l’appel.
Les pertes en sous-officiers forestiers et sapeurs ne sont pas connues à l'exception de Joseph, tué en juin 1940, brigadier-élève à l'école secondaire forestière des Barres, canonnier au 37e Régiment d'Artillerie Divisionnaire.
Les forestiers furent présents dans les armées de la France libre, soit qu'ils aient gagné l'Angleterre, soit le plus souvent après s'être ralliés au général de Gaulle dans les colonies où ils servaient.
Deux d'entre eux furent faits « compagnons de la libération », mais un nombre bien plus grand prit une part active à la résistance intérieure.
Comme le disait l'inspecteur des Eaux et Forêts de Saint-Dié, le chef de bataillon Louis François (qui mourut martyrisé par les allemands le 22 août 1944) à un jeune collègue venant prendre son poste dans Vosges : « Vous arrivez comme forestier avec les galons sur les manches, souvenez-vous que vous avez les mêmes dans la résistance ».
En effet, les forestiers étaient très bien placés pour pouvoir rendre les plus grands services à la résistance. Les nombreux chantiers forestiers qu'ils étaient chargés d'organiser devaient vite devenir le refuge des réfractaires et la pépinière des maquis.
Nombre de forestiers de tous grades se lancèrent donc à fond dans la résistance, soit en combattant dans les maquis, soit le plus souvent depuis leur poste, avec tous les risques que cela comportait pour eux et leur famille.
Beaucoup furent arrêtés, torturés, déportés ou fusillés. D'autres trouvèrent la mort au cours des combats livrés par les maquis.
C'est surtout dans l'Est et dans les régions à forte densité de forestiers que l'action et les pertes furent les plus importantes.
Des stèles rappellent le souvenir de ces forestiers dans bien des forêts françaises. Onze anciens élèves de l'école de Nancy, officiers forestiers payèrent de leur vie cet engagement.
À la différence des chasseurs forestiers, on ne trouve pas trace d'un texte prononçant la dissolution du corps des sapeurs-forestiers. On peut dire qu'il a disparu dans la tourmente de 1940.
En novembre 1942, à la suite du débarquement allié en Afrique du Nord, l’empire colonial français reprend la lutte contre l’Allemagne et l’Axe. Une part des cadres forestiers en poste en Afrique en 1942 rejoint la future Ire armée française, qui débarque en Provence à partir du 15 août 1944. Dans ses rangs, deux anciens élèves, l’un de la 108e promotion de l'École nationale des eaux et forêts, le second de la 113e, tombent en novembre 1944, lors des combats de Montbéliard et des Vosges. Âgés de 29 ans, ils servaient tous deux dans le génie, avec les grades de sous-lieutenant et de lieutenant.
Lorsqu'on recréa l'armée française après la libération, il ne fut plus question des sapeurs-forestiers. Seule demeura l'affectation systématique des ingénieurs-élèves de l'École nationale des eaux et forêts de Nancy dans le Génie pour y effectuer leur service militaire comme sous-lieutenants après deux années d'instruction militaire obligatoire (IMO) suivie pendant leur scolarité dans les structures de formation des officiers de réserve de l'armée en compagnie des élèves de polytechnique et des mines.

## Traditions

### Médailles spécifiques

#### Ordre du mérite agricole
L’Ordre du mérite agricole est un ordre honorifique institué en France pour récompenser les services rendus à l'agriculture. L’Ordre du mérite agricole est une récompense pour les officiers forestiers notamment, comportant 3 grades :
- chevalier,
- officier,
- commandeur.

#### Médaille d'honneur des Eaux et Forêts[21]
La médaille a été créée le 11 mai 1883 par Jules Méline, ministre de l’agriculture et ne comprend qu'une classe, comme la médaille militaire. À l'origine, elle était appelée médaille d’honneur forestière
Cette décoration récompense soit un minimum de 20 années de services irréprochables, soit des actes de courage ou de dévouement accomplis dans l'exercice de leurs fonctions. Elle récompensera les préposés (gardes forestiers et brigadiers) qui ont participé aux combats durant la guerre de 1870 puisque la médaille militaire leur était interdite, l'Administration étant encore un corps civil.
Des textes complémentaires prévoiront un supplément de traitement de 50 francs, ainsi que l'envoi d'un diplôme.
Les caractéristiques de cette médaille ont peu évolué au cours du temps : ruban aux couleurs de tradition des forestiers (jaune dit jonquille, vert de l'infanterie légère qui était déjà utilisé par les forestiers mobilisés dans les flanqueurs-chasseurs ou flanqueurs-grenadiers de l'armée napoléonienne).
C’est surtout la bélière (anneau de liaison, entre le ruban et la médaille) qui se verra chargée de symboles forestiers, différemment interprétés selon la sensibilité du graveur, transformée ainsi en bélière-trophée.

#### Médaille d'honneur agricole
La médaille d'honneur agricole est destinée à récompenser l'ancienneté des services effectués par toute personne salariée du secteur agricole ou des industries s'y rattachant, et tirant de cette occupation l'essentiel de ses ressources. Dans les faits, cette médaille a servi à récompenser du personnel ne pouvant statutairement recevoir les deux premières récompenses.
La médaille d'honneur agricole comporte quatre échelons :
- Argent (20 ans de service),
- Vermeil (30 ans de service),
- Or (35 ans de service),
- Grand or (40 ans de service).

### Honneurs militaires
Dès 1833, les agents forestiers (officiers) revêtus de leur uniforme ont droit aux marques de respect, à savoir :
- les sentinelles de l'armée porteront et présenteront les armes, suivant le cas, aux agents forestiers assimilés aux officiers revêtus de leur uniforme[25]. Il y aura réciprocité absolue de la part des forestiers à l'égard des officiers de l'armée,
- tout inférieur en grade devra le salut à son supérieur du grade d’officier, soit dans l'armée, soit dans les services des Eaux et Forêts.

### Fanfares forestières
La Velléda ou Fanfare des Forestiers est sonnée le 11 novembre pour commémorer les chasseurs forestiers tombés pendant la 1re guerre mondiale, à l'occasion de la Saint-Hubert (saint patron des forestiers), ainsi que pour commémorer les sapeurs forestiers lors de la 2e guerre mondiale, qui, bien que relevant du Génie portaient un cor de chasse écarlate sur fond noir au col.
Lors du passage des élèves officiers (les « fagots ») devant le jury de fin d'études à l'École nationale des eaux et forêts, on sonnait La Royale. Il est à noter la grivoiserie des paroles que tous les élèves se devaient de connaître :
| La Royale (chant, fanfare forestière) |
| --- |
| Voyez donc comme il bande, C'est un vieux dix-cors qui a sailli bien des fois. En passant sur les brandes, Avec ses deux biches ou bien trois. Ah ! Que je voudrais être Aussi bon que lui aujourd'hui, au déduit. Je ne fais que paraître, Je bande mou quand je tire mon petit coup. |

### Les chants traditionnels
| Baliveau (chant, fanfare forestière) | Chant des forestiers |
| --- | --- |
| Voyez sur ces sentiers, Ces hommes fiers, ardents, vigoureux Le marteau pend à côté d'eux, Ce sont les forestiers. Leur troupe se répand, En ligne sur le flanc du coteau Et la sombre forêt entend Le bruit sourd des marteaux. Tremblez, taillis courbez la tête, Déjà la hache est prête BALIVEAU, BALIVEAU De midi l'heure sonne Au hameau voisin de la forêt, Alors l'inspecteur donne Le signal de l'arrêt. On s'assied côte à côte À l'ombre sur le bord du chemin Et de son sac on ôte Son repas et son vin. Tandis qu'au repas, l'on fait la fête Au loin l'écho répète BALIVEAU, BALIVEAU. A mon heure dernière Quand ma paupière sera fermée Je veux que l'on m'enterre Sous la sombre ramée. Aux marbres noirs d'ébène Aux lettres d'or Aux croix argentées Je préfère un vieux chêne De taillis sous futaie, Afin que parfois à l'aurore Je puisse entendre encore BALIVEAU, BALIVEAU. | Je connais sous mon ciel de France, Des gars bronzés au front songeur, A la vareuse vert finance Au pantalon bleu de chasseur. Le béret penché sur l'oreille, Et sur les lèvres une chanson, Ils partent quand l'aube vermeille, Là-haut colore l'horizon. Refrain Les Forestiers (bis) Par tous les temps les voyez vous Dans les sentiers (bis) Par monts par vaux (bis) Toujours plus haut (bis) Entendez vous l'écho répéter "Baliveau" (bis) Dans la forêt (bis) Ces indiscrets (bis) Ils ont tôt fait d'en pénétrer Tous les secrets (bis) Chacun se dit en les voyant passer, "Qu'il est beau le métier des braves forestiers" Vivant au sein de la nature Ils en connaissent les beautés Connaissant ses moindres parures Jusque dans leur intimité. S'agit-il de compter fleurette ? Les forestiers sont un peu là ! Martine, Lizon, Suzette, Le savent bien hardi les gars ! Le cor de chasse est leur cocarde Chacun la porte fièrement Du Général à l'humble Garde Ils l'ont défendue vaillamment Dans le grand livre de l'histoire, Les forestiers chacun le sait, Ont écrit des pages de gloire En l'honneur du pays français. |